# سیارک ۱۷۲۲۰
سیارک ۱۷۲۲۰ (به انگلیسی: 17220 Johnpenna، نامگذاری:2000CX26) هفده هزار و دویست و بیستمین سیارک کشف شده‌است که در ۲ فوریه ۲۰۰۰ کشف شد.
قدر مطلق سیارک برابر ۱۴.۸ است.